# Геомагнітна буря 2024 року
Геомагнітна буря 2024 року стала однією з найсильніших магнітних бур на Землі за декілька десятиріч.

## Опис події
На початку травня 2024 року науковці спостерігали за надзвичайною активністю Сонця. 5 травня в американському Національному управлінні океанічних і атмосферних досліджень (NOAA) зафіксували потужні спалахи з активного скупчення плям AR 3663. Цей регіон з'явився на Сонці 30 квітня, та був найбільшим і найактивнішим з тих дев'яти, що були звернені до Землі, містивши понад 150 сонячних плям. Вже тоді вчені прогнозували, що спалахи могли супроводжуватися корональними викидами маси та спричинити магнітні бурі на Землі або навіть полярне сяйво. 10 травня вчені підтвердили, що протягом останніх днів відбулося декілька потужних спалахів, які призвели до п'яти викидів плазми, попередивши про надзвичайно сильну геомагнітну бурю.
Геомагнітна буря на землі розпочалася в ніч проти суботи 11 травня 2024 року та тривала всі вихідні. Її інтенсивність — вплив змін магнітного поля Землі на людей, зв'язок, навігацію тощо — було оцінено як максимальну з індексом G5, що означав «екстремально сильна буря». Останнього разу бурю такої потужності було зафіксовано в жовтні 2003 року. Попри можливий вплив на інфраструктуру та електромережу, одним з найбільш обговорюваних наслідків бурі стало полярне сяйво, яке можна було спостерігати в Україні та багатьох інших країнах світу.

## Галерея
|            |
| США (38°N) |

|              |
| Уельс (51°N) |

|                        |
| Велика Британія (51°N) |

|               |
| Польща (50°N) |

|                |
| Іспанія (28°N) |

|                  |
| Німеччина (49°N) |

|               |
| Швеція (58°N) |

|               |
| Канада (49°N) |

|             |
| Чилі (36°S) |

|                      |
| Нова Зеландія (37°S) |

|                  |
| Німеччина (51°N) |

|                                                       |
| Великий Віз під час полярного сяйва в Україні (48° N) |